# 선두훈
선두훈(宣斗勳, 1957년 9월 24일 ~ )은 대전선병원 이사장을 맡고 있는 정형외과 의사이자 코렌텍 대표이사이다. 부인 정성이는 현대자동차그룹 정몽구 회장의 장녀이다.

## 생애
1957년 영훈의료재단의 설립자 선호영 박사와 동양화가 김인 여사의 차남으로 서울에서 태어났다. 가톨릭대학교 의대에서 정형외과학으로 박사학위를 받았고, 아버지의 대를 이어 의사가 되었다.
1985년 현대자동차그룹 정몽구 회장의 맏딸인 정성이와 결혼해 현대가(家)의 일원이 됐다. 부인인 정성이는 1962년생으로 이화여자대학교 행정학과를 졸업하고 만 22살에 선두훈과 결혼한 뒤 1남 1녀를 두었으며, 현재 이노션 고문을 지내고 있다. 선두훈은 정몽구 회장의 둘째 사위인 정태영 현대카드 사장, 셋째 사위인 신성재 현대하이스코 사장 등 현대차그룹 계열사들의 경영을 맡은 동서들과 달리 의사 일에만 전념한 채 조용한 행보를 이어갔다.
2000년 인공관절 전문 개발업체인 코렌텍을 창업하였다. 서울성모병원 정형외과 교수로 일하며 엉덩이 인골관절수술 분야의 권위자 중 한 사람으로 꼽히던 그는 경험을 살려 인공관절의 설계와 생산을 하는 회사를 직접 설립했다. 설립 이후 약 10년간 막대한 연구개발(R&D) 비용 지출로 적자에 허덕였지만, 2012년에는 16억5700만원의 영업이익을 내면서 흑자로 전환했다. 코렌텍은 2013년 3월에는 코스닥에 상장됐으며, 현재 국내 인공관절 시장에서 약 23%의 점유율을 기록 중이다. 코렌텍은 2005년 현대자동차의 특수관계인인 선두훈과 계열사인 현대위아 등이 보유한 지분이 30%를 넘어서면서 현대자동차의 계열사로 편입됐지만, 2009년 지분율이 30% 밑으로 떨어져 다시 계열 분리됐다. 그러나 현대위아는 여전히 코렌텍의 지분을 4% 이상 보유 중이다.
2015년 7월에는 인스텍 대표로 취임했다. 2016년 3월 순수 국내 기술로 개발한 DMT 3D 금속 프린터 장비를 한국 최초로 유럽에 수출했다.

## 학력
- 신일고등학교 졸업
- 1982년 가톨릭대학교 의과대학 졸업
- 1991년 가톨릭대학교 정형외과학 석사
- 1994년 가톨릭대학교 정형외과학 박사

## 경력
- 1982년 강남성모병원 정형외과 수련의
- 1995년 스탠퍼드 대학교 의과대 교환교수
- 1997년 가톨릭대학교 정형외과 부교수
- 2000년 ~ 영훈의료재단 선병원 이사장
- 2004년 ~ 코렌텍 대표

## 상훈
- 2010년 미국 고관절학회 최고 논문상(오토 오프랑상)
- 2010년 제7회 한독학술경영대상
- 2012년 제12회 남녀고용평등강조주간 기념식 국무총리표창

## 가족
- 아버지 : 선호영
- 어머니 : 김인 
  - 동생 : 선승훈
  - 동생 : 선경훈
- 장인 : 정몽구 (1938 ~ ) 고 정주영 현대그룹 회장 장남
  - 배우자 : 정성이 (1962 ~ )
    - 아들 : 선동욱
    - 며느리 : 채수연 - 채형석 애경그룹 총괄부회장의 차녀
    - 딸 : 선아영
    - 사위 : 길성진 - 배우 길용우의 아들

  - 처남 : 정의선